# Nikola Jakimovszki
Nikola Jakimovszki (macedónul: Никола Јакимовски; Szkopje, 1990. február 26. –) macedón labdarúgó, középpályás, jelenleg a japán Nagoya Grampus játékosa.

## Pályafutása
Profi pályafutását a 2008–2009-es macedón bajnokcsapat, a Makedonija Gjorcse Petrov csapatában kezdte meg. 2009. szeptember 13-án Nikolcse Klecskarovszki cseréjeként lépett pályára először a macedón élvonalban, a szintén fővárosi Szloga Jugomagnat ellen 4–1-re megnyert találkozón. Első bajnoki gólját második fellépésén jegyezte, az Európa-liga-induló Milano ellen talált be a 4. percben.
Még további két bajnoki mérkőzésen jutott szerephez, azonban csapatát – amely Haralampie Hadzsi-Riszteszki szövetségi elnök újraválasztása ellen tiltakozásul két soron következő mérkőzésén sem állt ki – kizárták a bajnokságból, a 12. fordulóbeli szereplését a pályán elért eredmény törlése miatt érvénytelenítették.
A hosszú ideig tétmérkőzés nélküli Jakimovszki 2010. augusztus 10-én 2+1 éves szerződést írt alá a Ferencvárossal.

## Külső hivatkozások
- Profilja az ftc.hu-n (magyarul)
- Adatlapja a hlsz.hu-n (magyarul)